# Orientalski sršen
Orientalski sršen (znanstveno ime Vespa orientalis) je vrsta kožekrilcev iz družine pravih os. Biva na območju Jugozahodne Azije in Severne Afrike ter na Madagaskarju in delih Južne Evrope. Kot invazivno vrsto so ga odkrili tudi na nekaterih krajih v Mehiki. So socialne žuželke, ki gnezda navadno gradijo pod zemljo. Raziskave v zadnjih letih so pokazale, da rumeno obarvani deli kutikule lahko absorbirajo sončno svetlobo in pri tem proizvedejo majhen električni potencial, katerega sršeni po nekaterih teorijah izrabljajo kot vir energije pri zahtevnem kopanju in gradnji gnezda. Orientalski sršen tako verjetno predstavlja prvo odkrito živalsko vrsto, ki ima lasten sistem za absorpcijo in pretvorbo energije sončne svetlobe za lastne potrebe.

## Telesne značilnosti
Odrasli osebki zrastejo 25 do 35 mm v dolžino. Telo je rdeče-rjave barve z jasno vidnimi rumenimi pasovi na zadku, ki se ne raztezajo vse do konca zadka. Matice, delavke in samci se med sabo nekoliko razlikujejo po velikosti, zgradbi in obarvanosti telesa. Po velikostnem redu so največje matice, nato delavke in nazadnje samci. Vsi imajo razvite močne obustne čeljusti. Matice in delavke imajo razvito leglico (ovipozitor), ki je preobražena v želo in ima obrambno vlogo. Samce in delavke se med sabo lahko razlikuje tudi po številu členov (segmentov) tipalnic: samci imajo 13 členov, medtem ko imajo delavke 12 členov.

## Ekologija
Orientalski sršeni so socialne žuželke. Imajo kastni sistem, sestavljen iz matic, delavk in samcev. V koloniji je edina samica z razmnoževalno sposobnostjo matica. Samci imajo podobno samo razmnoževalno vlogo. Gradnja gnezd, obramba kolonije, lovljenje hrane in skrb za nedorasle potomce so naloge delavk. Vsako kolonijo vzpostavi oplojena matica, ki prezimi v stanju hibernacije.
Ena od posebnosti orientalskih sršenov je gradnja gnezd, ki jih navadno gradijo v tleh (tj. pod zemljo), čeprav jih lahko najdemo tudi v zakritih krajih, kot so votla debla, kontejnerji ter odprtine v stenah zgradb, vozilih in letalih. Papirnata gnezda zgradijo iz vejic in listov dreves in grmov. Gnezda pod zemljo izkopljejo tako, da s čeljustmi poberejo kos prsti in ga odnesejo ven.

### Prehrana
Prehranjujejo se z drugimi žuželkami, kot so kratkotipalčnice, muhe, čebele in ose, za nedorasle osebke pa pobirajo koščke svežega ali pokvarjenega mesa.
Odrasli osebki se prehranjujejo tudi s sadjem, nektarjem in medom, ki predstavljajo vir ogljikovih hidratov.

#### Obramba čebel
Ciprske medonosne čebele (Apis mellifera cypria) so podobno kot azijske avtohtone vrste čebel razvile svojstven mehanizem obrambe pred orientalskimi sršeni. Azijske čebele orjaškega azijskega sršena obdajo v velikem številu v kroglo in njeno notranjost z intenzivnim drgetanjem mišic in ventiliranjem segrejejo na približno 45 °C, kar sršena ob povečani koncentraciji ogljikovega dioksida (CO2) ubije. Ciprske čebele imajo nekoliko drugačen mehanizem: orientalskega sršena obdajo v tako tesno kroglo, da praktično blokirajo ritmično krčenje zadka sršena, ki je bistveno za izmenjavo zraka v vzdušnicah, poleg tega pa zaprejo vhod v vzdušnice. Na ta način čebele sršena praktično zadušijo.

### Škodljivost
Orientalski sršeni veljajo za kmetijske škodljivce, saj gnezda pogosto zgradijo blizu človeških bivališč in napadajo kolonije medonosnih čebel, s hranjenjem uničujejo nasade jablan in vinograde, zaradi potreb pri gradnji gnezd pa uničujejo tudi okrasne grme in drevesa. Zaradi svoje deloma mrhovinarske vloge lahko prenašajo nalezljive bolezni, npr. v zdrava gnezda čebel in nasade žitaric, drevesa ter na sadje in človeško hrano.
Zaradi preobčutljivostne oz. alergične reakcije lahko pik orientalskega sršena povzroči smrtno nevarne zaplete pri ljudeh.

## Absorpcija sončne svetlobe
Aktivnost pravih os je praviloma največja zgodaj zjutraj, ko je dvakrat večja od aktivnosti v preostalem dnevu. Orientalski sršeni so najbolj dejavni opoldne, ko je osvetljenost površja največja; aktivnost je dvakrat večja od tiste v jutranjem ali večernem oz. pozno popoldanskem času. To dokazujejo tudi študije, ki so pokazale, da je dejavnost kopanja in gradnje gnezd pomembno večja pri večjem deležu srednjevalovne ultravijolične (UVB) svetlobe, ostali podnebni dejavniki, kot sta temperatura in vlažnost, pa nimajo vpliva. Poleg tega so študije pokazale, da se pri osvetljenosti proizvede električni potencial v rumeno obarvanih pasovih kutikule, v temi pa se ta potencial zmanjša. Za absorpcijo svetlobe naj bi bila odgovorna tako struktura kutikule kot tudi pigmenti, predvsem ksantopterin. Glede na povezanost največje dejavnosti ob največji osvetlitvi površja, sposobnost absorpcije svetlobe v kutikuli in posledičnega nastajanja električnega potenciala strokovnjaki domnevajo, da je orientalski sršen sposoben pretvorbe in izkoriščanja sončne svetlobe za lastne potrebe.